# Brun fiskuv
Brun fiskuv (Ketupa zeylonensis) är en asiatisk fågel i familjen ugglor inom ordningen ugglefåglar.

## Kännetecken
Brun fiskuv är en stor uggla med en kroppslängd på 48–56 centimeter och vingspannet 125–140 centimeter. Karakteristiskt är breda, spetsiga och horisontella tofsar på det stora och platta huvudet.
Dräktsmässigt är den brun med fina mörka streck ovan och ljusare beige under med glesare längsstreck. På skuldran syns ett tydligt vitt band. Ögonen är gula och benen obefjädrat gulgrå.
Vidare är näbben kraftig och tydligt utstickande. Ansiktet är jämfört med andra uvar rätt otecknat och enfärgat. I flykten är den mer lik Strix-ugglor med bredare arm, kort stjärt och kraftigt bandade vingpennor.

### Läten
Sången är ett mycket dämpat trestavigt hoande som inte hörs långt. I flykten hörs även ett svagt vingljud.

## Utbredning och systematik
Brun fiskuv delas in i fyra underarter:
- Ketupa zeylonensis semenowi – förekommer från sydöstligaste Turkiet till Israel, norra Syrien och nordvästra Indien
- zeylonensis-gruppen
  - Ketupa zeylonensis leschenaultii – förekommer från Indien söder om Himalaya till Myanmar och Thailand
  - Ketupa zeylonensis zeylonensis – förekommer på Sri Lanka
  - Ketupa zeylonensis orientalis – förekommer från nordöstra Myanmar till sydöstra Kina, Malackahalvön, Indokina och Hainan

## Ekologi
Arten trivs vid trädkantade fiskrika åar där den lurpassar på föda från strandkanten, vadar i grunt vatten eller ses flyga över vattnet med hängande ben. Den livnär sig huvudsakligen av fisk, men även grodor, sötvattenskrabbor, kräftor, ormar och ödlor.
Brun fiskuv häckar när det är lågvatten och föda lättare kan hittas. Den häckar i ett trädhål, i till exempel ett mangoträd, fikonträd eller myrtenarten Melaleuca cajuputi, eller i ett gammalt rovfågel bo på en klippa eller en brant flodbank. I Indien har den också setts häcka i gamla ruiner. Arten lägger ett till tre, vanligtvis två, ägg som honan ruvar i 34–38 dagar. Ugarna är flygga efter 45–50 dagar.

## Status och hot
Arten har ett stort utbredningsområde och en stor population, men tros minska i antal på grund av habitatförstörelse, dock inte tillräckligt kraftigt för att den ska betraktas som hotad. Internationella naturvårdsunionen IUCN kategoriserar därför arten som livskraftig (LC). Världspopulationen har inte uppskattats, men den beskrivs generellt som ovanlig. I Europa tros det häcka endast 50-80 par.

## Bilder

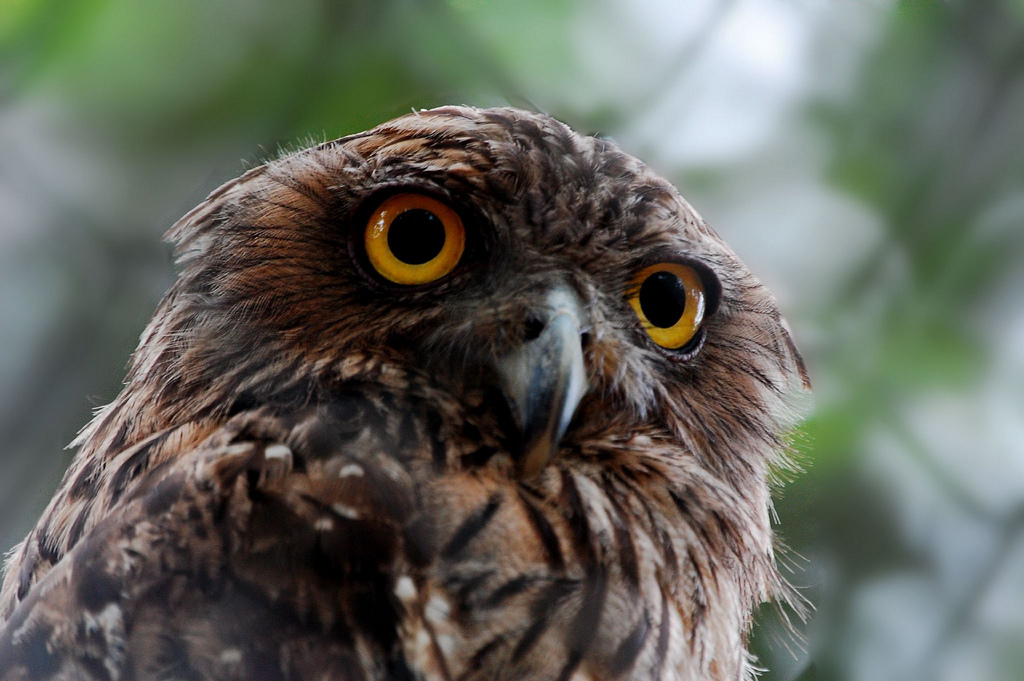
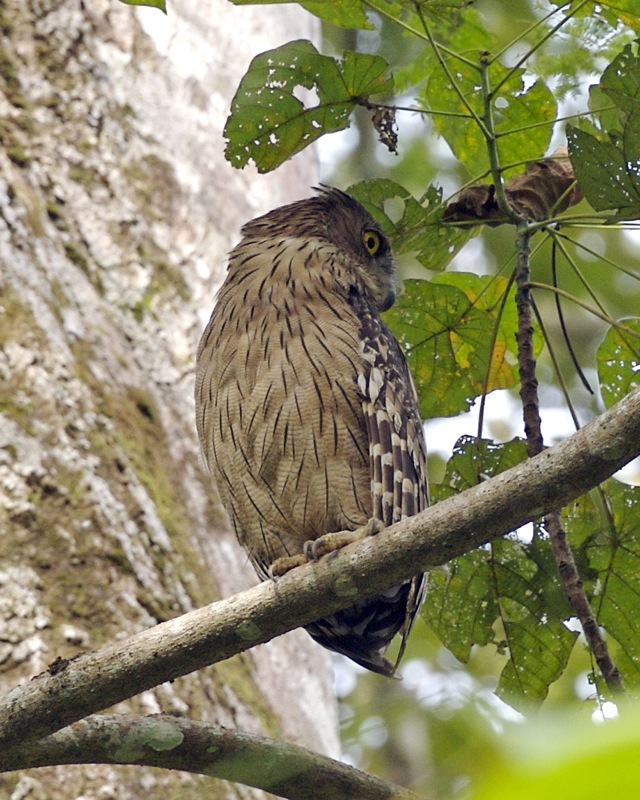
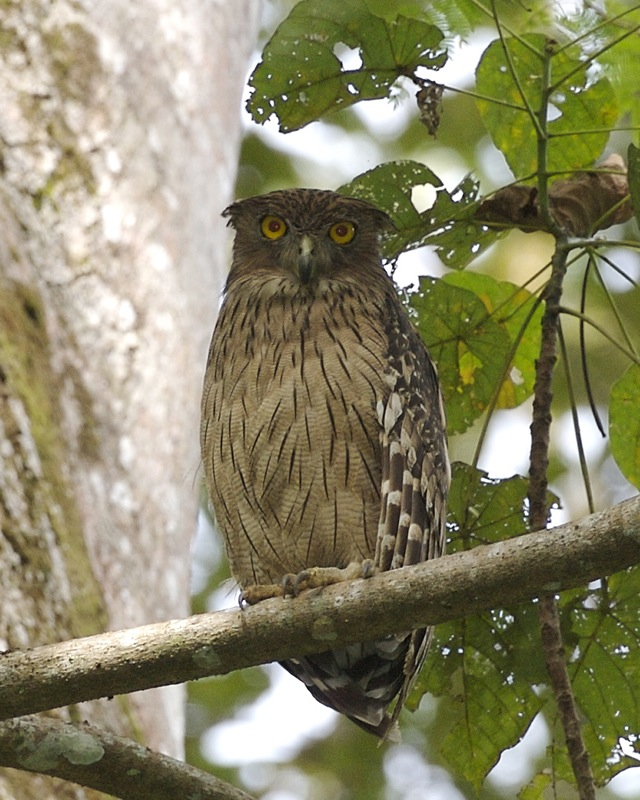
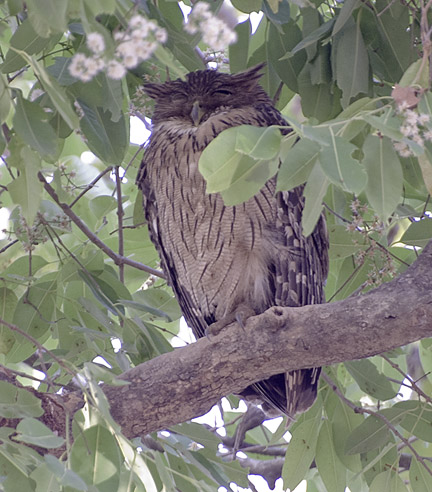
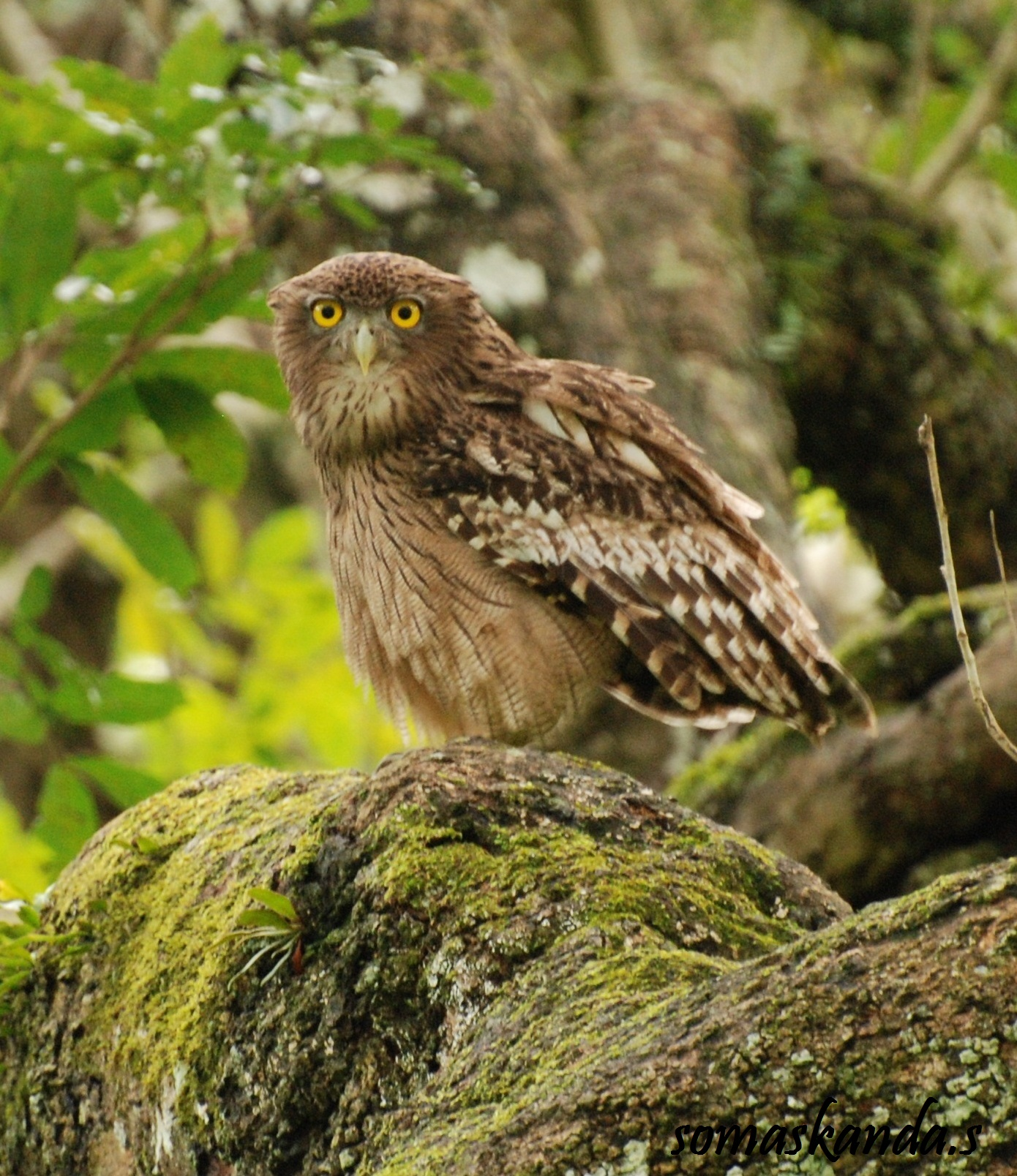
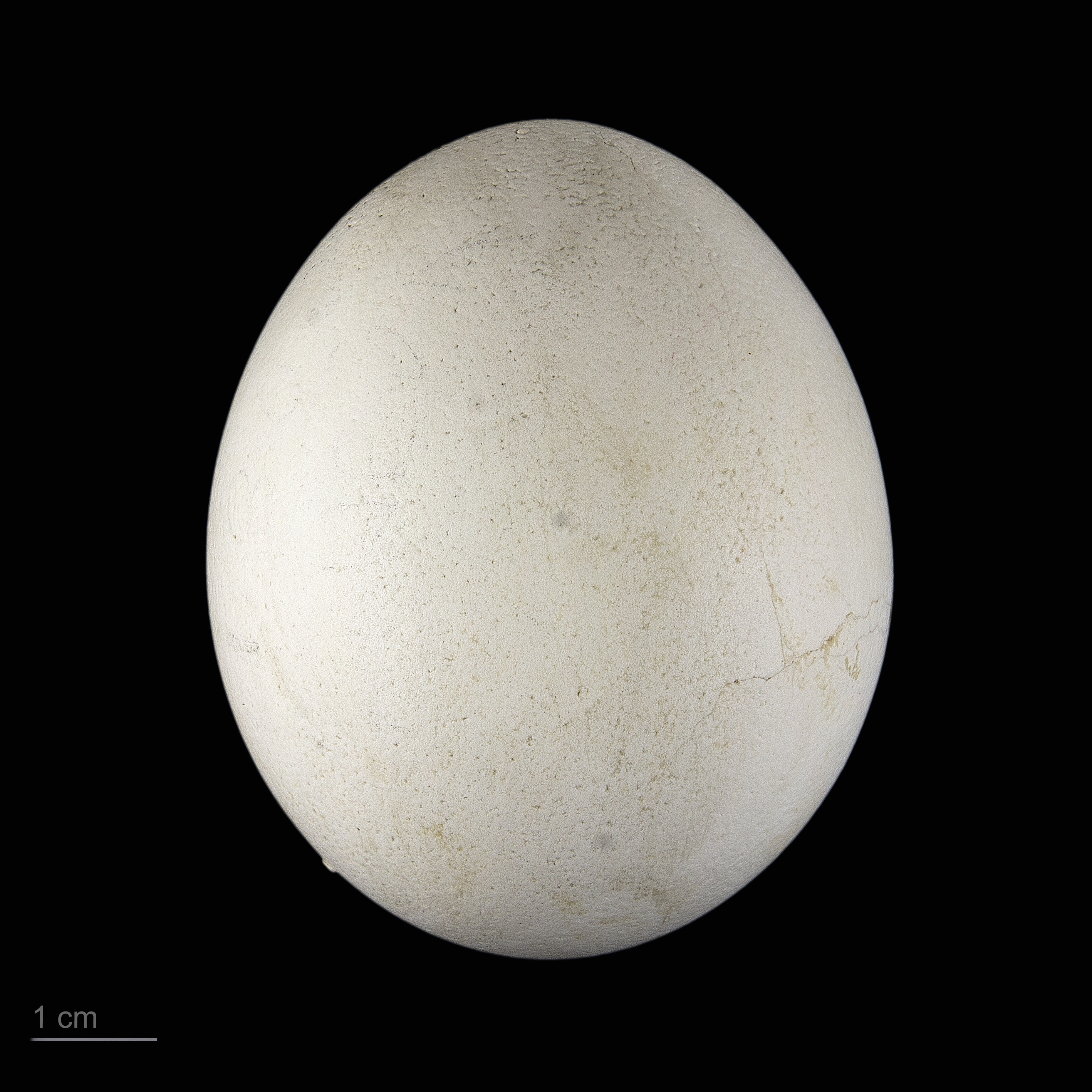
Ketupa zeylonensis